# Rodinei
Rodinei Marcelo de Almeida (Tatuí, 29 de janeiro de 1992) é um futebolista brasileiro que atua como lateral-direito. Atualmente joga no Olympiacos, da Grécia.
Recebeu o Troféu Mesa Redonda em 2018 e em 2022, como o melhor lateral-direito a atuar no futebol brasileiro naqueles anos.

## Carreira

### Início
Rodinei começou a sua carreira relativamente tarde, aos 17 anos, passando pelas categorias de base do Videira e do Porto União, antes de ingressar na base do Avaí em 2011.

### Avaí
Com o rápido destaque mostrado na base do clube catarinense, Rodinei subiu para o time profissional ainda em 2011. A diretoria do clube, sabendo do potencial do jogador, renovou seu contrato até o final de 2015. O lateral não chegou a estrear profissionalmente no Leão, tendo ficado no banco de reservas em duas oportunidades: uma no Campeonato Brasileiro e a outra no Campeonato Catarinense de 2012.

### Marcílio Dias
Sem espaço no Avaí, foi emprestado ao Marcílio Dias no dia 24 de fevereiro de 2012. Rodinei assinou um curto contrato, válido por apenas três meses, até o dia 24 de maio. Pelo Marinheiro, o lateral atuou em sete partidas do Campeonato Catarinense daquele ano.

### Corinthians
Rodinei chegou ao Corinthians para atuar nos juniores do time paulistano por indicação de Marcelinho Paulista, então gerente de futebol do Avaí, que uma semana antes era o gerente da base do Timão. O lateral fez apenas uma partida pelo Corinthians, entrando nos minutos finais de um jogo contra o Cruzeiro. Seu empréstimo iria até maio de 2013, mas em março o Timão aceitou devolvê-lo, atendendo a um pedido do clube da Ressacada.

### CRAC
Em maio de 2013, foi emprestado ao CRAC até o final da temporada. Pelo clube goiano, Rodinei disputou a Copa do Brasil e a Série C.

### Penapolense
Novamente emprestado pelo Avaí, defendeu a Penapolense no Campeonato Paulista de 2014. Atuando pela surpreendente equipe de Penápolis, que eliminou o São Paulo nas quartas de final do torneio e caiu para o Santos, na semifinal, o jogador chamou a atenção do Internacional e da Ponte Preta.

### Ponte Preta
Logo após o fim do estadual de 2014, em julho, Rodinei foi contratado pela Ponte Preta. O atleta foi emprestado pelo Avaí ao clube alvinegro até o fim do ano. Estreou pela Macaca na vitória de 1–0 sobre o Bragantino, em partida válida pela Série B. No segundo jogo, fez seu primeiro gol como profissional. Depois que entrou na equipe titular da Ponte, ele conseguiu atuar com regularidade e não perdeu mais a posição. Ao final da temporada, foi considerado um dos melhores laterais-direitos da Série B.

### SEV Hortolândia
Terminado o empréstimo com a Ponte Preta em 31 de dezembro de 2014, Rodinei assinou com o SEV Hortolândia, que, por meio de empresários, adquiriu seus direitos econômicos junto ao Avaí.

### Retorno à Ponte Preta
Rodinei acabou renovando com a Ponte Preta para a temporada de 2015. Cedido por empréstimo pelo SEV Hortolândia, o lateral-direito assinou um contrato válido até 31 de dezembro de 2015. Um dos pilares do Majestoso em 2015, principalmente pelo poder ofensivo, o jogador manteve os níveis de atuações de 2014 e antes mesmo do fim do Campeonato Brasileiro, já era cobiçado por diversas equipes. Com a sua tradicional irreverência, comentou o então futuro:
| “ | Meu contrato é até fim do ano. Estou trabalhando apenas pensando nos seis jogos. Não penso no ano que vem. Meus empresários (Fernando Garcia e o Guilherme Miranda) que definem essa situação, se fico ou vou embora. Até depois do Paulista, falaram em Grêmio, Flamengo, Corinthians. Se for assim, o Brasil inteiro me quer (risos). | ” |

O atleta fez um ótimo Brasileirão, sendo um dos destaque da equipe no campeonato (atuou em 36 das 38 partidas disputadas na Série A). Segundo dados do "Espião Estatístico", do portal ge, Rodinei foi o sexto jogador de linha que mais tempo ficou em campo durante o Brasileirão 2015. Por conta disso, terminou o ano em alta e despertou o interesse de diversos clubes de maior investimento. Mesmo chegando a estar em conversas bem encaminhadas com o Grêmio, o Flamengo atravessou o negócio e o contratou.

### Flamengo
Em 10 de dezembro de 2015, Rodinei assinou contrato de quatro anos com o Flamengo, até o fim de 2019. O Rubro-Negro comprou 50% dos direitos econômicos de Rodinei. Marcou seu primeiro gol pelo Rubro-Negro diante da Portuguesa da Ilha em uma goleada por 5–0 pelo Campeonato Carioca. Fez um belo primeiro semestre, e foi escolhido o melhor lateral-direito do Campeonato Carioca.
Rodinei foi o titular da equipe até julho de 2016, quando, na partida contra o Corinthians, válida pelo Brasileirão daquele ano, ele sofreu uma luxação no cotovelo esquerdo em uma disputa de bola com o atacante Rildo, tendo que se afastar dos gramados por um mês. Enquanto Rodinei esteve afastado, seu reserva imediato, Pará, mostrou serviço, ganhou a vaga de titular, e desde então, não saiu mais do time.
O lateral teve uma das suas melhores atuações pelo Flamengo em maio de 2017, diante da Universidad Católica, do Chile, pela Libertadores, Rodinei havia acabado de entrar no jogo e precisou de cinco minutos para fazer, de canhota, o primeiro gol do Rubro-Negro na partida e vencer por 3–1 o time chileno. Na mesma semana Rodinei foi decisivo novamente para o time carioca diante do Fluminense pela decisão do Campeonato Carioca, em que de novo entrou no decorrer da partida e, além de fazer o gol do título para o Flamengo no final do jogo, garantindo a vitória por 2–1 e o 34º título da competição ao Rubro-Negro, foi o responsável direto pela expulsão do goleiro adversário, após driblá-lo. Uma curiosidade sobre estes jogos é que Rodinei atuou em ambos como ponta-direita, sendo uma aposta do técnico Zé Ricardo. O treinador havia testado o atleta pela primeira vez nesta posição em janeiro, na partida contra o Boavista, válida pelo Campeonato Carioca.
No dia 10 de janeiro de 2019, contra o Ajax, da Holanda, Rodinei foi um dos quatro jogadores do Flamengo que converteram seus pênaltis, ajudando assim a equipe a vencer na Florida Cup. Já no dia 12 de janeiro, contra o Eintracht Frankfurt, foi dele a assistência para Jean Lucas marcar o único gol que garantiu o título da competição realizada nos Estados Unidos.

### Internacional

#### 2019
Teve a sua contratação anunciada pelo Internacional no dia 30 de dezembro, chegando ao clube gaúcho por empréstimo.

#### 2020
Marcou seu primeiro gol pelo Inter no dia 3 de novembro, sendo esse o segundo gol da vitória por 2–1 sobre o Atlético Goianiense. Com o triunfo, o colorado avançou para as quartas de final da Copa do Brasil. Além disso, o lateral quebrou um jejum de dois anos sem balançar as redes.

#### 2021
Em 21 de fevereiro, foi expulso aos 3 minutos do segundo tempo em uma partida contra o Flamengo, válida pela 37ª rodada do Brasileirão de 2020. Um detalhe curioso é que para ser escalado nessa partida, em razão do empréstimo, o Internacional teve de pagar 1 milhão de reais, valor doado ao clube pelo torcedor Elusmar Maggi Scheffer, empresário do agro em Mato Grosso. O jogo, que em caso de vitória colorada resultaria no título, terminou em 2–1 para o Flamengo, que assumiu a liderança e manteve-a na última rodada. No momento da expulsão de Rodinei, o placar estava em 1–1. O lateral-direito ainda chegou a acertar uma bola na trave.
Em 24 de abril, teve uma excelente atuação na goleada de 5–0 sobre o Esportivo, na 11ª rodada do Campeonato Gaúcho de 2021, ao conceder duas assistências, fazer o último gol e sofrer um pênalti. No dia 5 de maio, Rodinei se consolidou como o líder de assistências no futebol brasileiro, após conceder passe para o zagueiro Víctor Cuesta fazer o primeiro gol da goleada de 6–1 sobre o Olimpia, chegando a sete assistências na temporada.
Marcou seu terceiro gol pelo Inter no dia 8 de maio, na goleada de 4–1 sobre o Juventude, válido pelo jogo de volta do Gaúcho, ajudando o clube a se classificar para a final. Prestes a alcançar 50 jogos pelo Inter, Rodinei se consolidou como um dos pilares da equipe colorada no ano de 2021, ao marcar dois gols e conceder sete assistências em dez jogos no ano. O lateral participou de nove dos 34 gols feitos pelo Inter com Miguel Ángel Ramírez – 26,4% deles, mais de um quarto.
No dia 10 de maio, foi anunciado que o Internacional não iria tentar a contratação de Rodinei pelo alto valor exigido pelo Flamengo, 4 milhões de euros (equivalente à 25,48 milhões de reais). Assim, o jogador retornou ao clube carioca no dia 31 de maio.

### Retorno ao Flamengo

#### 2021
Após o fim de seu empréstimo ao Internacional, Rodinei se reapresentou e retornou ao Flamengo no dia 2 de junho. Sua reestreia pelo Flamengo ocorreu no dia 10 de junho, na vitória por 1–0 sobre o Coritiba, válida pela 3ª fase da Copa do Brasil, substituindo Matheuzinho e jogando 45 minutos.
Em 25 de agosto, marcou o terceiro gol do Flamengo na vitória de 4–0 sobre o Grêmio. O lateral balançou as redes aos 46 minutos do segundo tempo, no jogo de ida das quartas da Copa do Brasil.
Em 17 de novembro, aos 48 do segundo tempo, após ótima jogada, em que tabelou e passou dentre dois adversários, "fazendo caneta" em um deles, deu o cruzamento para Bruno Henrique fazer o gol único da partida, contra o Corinthians, pela 32ª rodada do Brasileirão. Com essa assistência, tornou-se juntamente com Reinaldo o lateral com mais assistências na temporada, com onze (sendo quatro pelo Flamengo e sete pelo Internacional).
Rodinei terminou o ano com 23 jogos disputados, um gol marcado e quatro assistências distribuídas.

#### 2022
Criticado ao longo do ano, Rodinei deu a volta por cima, firmou-se como titular na equipe de Dorival Júnior e foi decisivo na conquista da Copa do Brasil em outubro, contra o Corinthians. As duas equipes, que já haviam empatado por 0–0 no jogo de ida da final, novamente empataram no jogo da volta, dessa vez por 1–1. Na disputa por pênaltis, o Flamengo venceu por 6–5, com Rodinei convertendo a última cobrança e levando o rubro-negro carioca ao seu quarto título da competição.
O lateral fez parte do time que conquistou a Copa Libertadores da América no dia 29 de outubro, após a vitória por 1–0 sobre o Athletico Paranaense na final realizada em Guaiaquil. Titular durante os 90 minutos, Rodinei teve boa atuação e participou da jogada do gol marcado por Gabigol.

### Olympiacos
Foi anunciado pelo Olympiacos no dia 11 de dezembro de 2022, assinando com o clube grego até junho de 2025. Estreou pela equipe no dia 3 de janeiro de 2023, atuando durante os 90 minutos na vitória por 2–0 sobre o Ionikos, em jogo válido pela 16ª rodada do Campeonato Grego.
Vivendo boa fase no clube, Rodinei foi premiado no dia 28 de novembro, marcando presença na Seleção do Campeonato Grego da temporada 2022–23.
Já no ano seguinte, o lateral repetiu as boas atuações, encerrou a temporada como titular, e viu sua equipe ser campeã da Liga Conferência da UEFA. Rodinei disputou 49 partidas pelo Olympiacos na temporada 2023–24, marcou três gols e deu seis assistências.

## Estilo de jogo
Rodinei se destaca pelo estilo de jogo vigoroso. Lateral de força física, tem na sua principal qualidade a intensidade de sua chegada ao ataque. Terminou o Brasileirão de 2015 com números de destaque nos seus scouts ofensivos, sendo uma importante arma para desafogo da equipe.
Para o técnico Guto Ferreira, treinador do jogador na Ponte Preta:
| “ | Rodinei é eficiente no apoio, mas carece de pequenos ajustes defensivos. | ” |

Esta afirmação, porém, não é comprovada pelos números. Segundo dados do "Espião Estatístico", do portal ge, no Brasileirão 2015, considerando desarmes, roubadas de bola e faltas cometidas, Rodinei somou 208 ações de combate direto ao adversário. E em 78,64% dessas ações, Rodinei desarmou ou roubou a bola.
Em 2017, Rodinei passou a atuar também como ponta-direita, sendo uma aposta do técnico Zé Ricardo. Conforme o treinador, Rodinei tem "por valência física, condição de chegar rápido no ataque e também compor com facilidade", e, por isso, segundo o mesmo treinador, se ele tivesse sido seu atleta na base, ele teria apostado nele como atacante.

## Estatísticas
Atualizadas até 8 de maio de 2022

### Clubes
| Clube             | Temporada         | Campeonato nacional | Campeonato nacional | Campeonato nacional | Copa nacional[a] | Copa nacional[a] | Copa nacional[a] | Competições continentais[b] | Competições continentais[b] | Competições continentais[b] | Outros torneios[c] | Outros torneios[c] | Outros torneios[c] | Total | Total | Total   |
| Clube             | Temporada         | Jogos               | Gols                | Assist.             | Jogos            | Gols             | Assist.          | Jogos                       | Gols                        | Assist.                     | Jogos              | Gols               | Assist.            | Jogos | Gols  | Assist. |
| ----------------- | ----------------- | ------------------- | ------------------- | ------------------- | ---------------- | ---------------- | ---------------- | --------------------------- | --------------------------- | --------------------------- | ------------------ | ------------------ | ------------------ | ----- | ----- | ------- |
| Avaí              | 2011              | 0                   | 0                   | 0                   | —                | —                | —                | —                           | —                           | —                           | —                  | —                  | —                  | 0     | 0     | 0       |
| Avaí              | 2012              | —                   | —                   | —                   | —                | —                | —                | —                           | —                           | —                           | 0                  | 0                  | 0                  | 0     | 0     | 0       |
| Avaí              | Total             | 0                   | 0                   | 0                   | 0                | 0                | 0                | 0                           | 0                           | 0                           | 0                  | 0                  | 0                  | 0     | 0     | 0       |
| Marcílio Dias     | 2012              | —                   | —                   | —                   | —                | —                | —                | —                           | —                           | —                           | 7                  | 0                  | 0                  | 7     | 0     | 0       |
| Marcílio Dias     | Total             | 0                   | 0                   | 0                   | 0                | 0                | 0                | 0                           | 0                           | 0                           | 7                  | 0                  | 0                  | 7     | 0     | 0       |
| Corinthians       | 2012              | 1                   | 0                   | 0                   | —                | —                | —                | —                           | —                           | —                           | —                  | —                  | —                  | 1     | 0     | 0       |
| Corinthians       | 2013              | —                   | —                   | —                   | —                | —                | —                | —                           | —                           | —                           | 0                  | 0                  | 0                  | 0     | 0     | 0       |
| Corinthians       | Total             | 1                   | 0                   | 0                   | 0                | 0                | 0                | 0                           | 0                           | 0                           | 0                  | 0                  | 0                  | 1     | 0     | 0       |
| CRAC              | 2013              | 17                  | 0                   | 0                   | 3                | 0                | 0                | —                           | —                           | —                           | —                  | —                  | —                  | 20    | 0     | 0       |
| CRAC              | Total             | 17                  | 0                   | 0                   | 3                | 0                | 0                | 0                           | 0                           | 0                           | 0                  | 0                  | 0                  | 20    | 0     | 0       |
| Penapolense       | 2014              | —                   | —                   | —                   | —                | —                | —                | —                           | —                           | —                           | 16                 | 0                  | 0                  | 16    | 0     | 0       |
| Penapolense       | Total             | 0                   | 0                   | 0                   | 0                | 0                | 0                | 0                           | 0                           | 0                           | 16                 | 0                  | 0                  | 16    | 0     | 0       |
| Ponte Preta       | 2014              | 22                  | 2                   | 3                   | 0                | 0                | 0                | —                           | —                           | —                           | —                  | —                  | —                  | 22    | 2     | 3       |
| Ponte Preta       | 2015              | 35                  | 0                   | 3                   | 1                | 0                | 0                | 0                           | 0                           | 0                           | 17                 | 0                  | 2                  | 53    | 0     | 5       |
| Ponte Preta       | Total             | 57                  | 2                   | 6                   | 1                | 0                | 0                | 0                           | 0                           | 0                           | 17                 | 0                  | 2                  | 75    | 2     | 8       |
| Flamengo          | 2016              | 13                  | 0                   | 0                   | 4                | 0                | 0                | 2                           | 0                           | 0                           | 19                 | 1                  | 2                  | 38    | 1     | 2       |
| Flamengo          | 2017              | 19                  | 2                   | 3                   | 7                | 0                | 1                | 5                           | 2                           | 1                           | 11                 | 1                  | 2                  | 42    | 5     | 7       |
| Flamengo          | 2018              | 28                  | 1                   | 2                   | 5                | 0                | 0                | 8                           | 0                           | 0                           | 10                 | 1                  | 2                  | 51    | 2     | 4       |
| Flamengo          | 2019              | 17                  | 0                   | 1                   | 2                | 0                | 0                | 2                           | 0                           | 0                           | 8                  | 0                  | 1                  | 29    | 0     | 2       |
| Flamengo          | Total             | 77                  | 3                   | 6                   | 18               | 0                | 1                | 17                          | 2                           | 1                           | 48                 | 3                  | 7                  | 160   | 8     | 15      |
| Internacional     | 2020              | 23                  | 0                   | 1                   | 3                | 1                | 0                | 8                           | 0                           | 0                           | 5                  | 0                  | 0                  | 39    | 1     | 1       |
| Internacional     | 2021              | —                   | —                   | —                   | —                | —                | —                | 4                           | 0                           | 2                           | 9                  | 2                  | 5                  | 13    | 2     | 7       |
| Internacional     | Total             | 23                  | 0                   | 1                   | 3                | 1                | 0                | 12                          | 0                           | 2                           | 14                 | 2                  | 5                  | 52    | 3     | 8       |
| Flamengo          | 2021              | 18                  | 0                   | 3                   | 4                | 1                | 0                | 1                           | 0                           | 1                           | —                  | —                  | —                  | 23    | 1     | 4       |
| Flamengo          | 2022              | 2                   | 0                   | 0                   | 1                | 0                | 0                | 2                           | 0                           | 0                           | 8                  | 0                  | 0                  | 46    | 0     | 6       |
| Flamengo          | Total             | 20                  | 0                   | 3                   | 5                | 1                | 0                | 3                           | 0                           | 1                           | 8                  | 0                  | 0                  | 36    | 1     | 4       |
| Total na carreira | Total na carreira | 195                 | 5                   | 16                  | 30               | 2                | 1                | 32                          | 2                           | 4                           | 110                | 5                  | 12                 | 367   | 14    | 35      |

- a. ^ Jogos da Copa do Brasil
- b. ^ Jogos da Copa Sul-Americana e Copa Libertadores da América
- c. ^ Jogos do Campeonato Catarinense, Campeonato Paulista, Amistoso, Troféu Asa Branca, Taça Chico Science, Primeira Liga do Brasil, Campeonato Carioca, Florida Cup, Campeonato Gaúcho e Supercopa do Brasil

## Títulos
Avaí
- Campeonato Catarinense: 2012

Flamengo
- Campeonato Carioca: 2017 e 2019
- Campeonato Brasileiro: 2019
- Copa Libertadores da América: 2019 e 2022
- Copa do Brasil: 2022

Olympiacos
- Liga Conferência da UEFA: 2023–24
- Superliga Grega: 2024–25
- Copa da Grécia: 2024–25

### Premiações individuais
- Seleção do Campeonato Carioca: 2016[20]
- Troféu Mesa Redonda – Seleção da Temporada: 2018[5] e 2022[6]
- Seleção do Campeonato Gaúcho: 2021[60]
- Seleção do Campeonato Grego: 2022–23[53] e 2023–24[61]